# Meiert Avis
Meiert Avis är en irländsk musikvideo- och reklamregissör. Avis har regisserat musikvideor för artister och band som Bob Dylan, Bruce Springsteen, U2, Avril Lavigne, Jennifer Lopez, New Found Glory, The Pretty Reckless, Josh Groban och många fler.

## Filmografi

### Musikvideor
- U2 - I Will Follow (1980)
- U2 - Gloria (1981)
- U2 - A Celebration (1982)
- U2 - New Year's Day (1983)
- U2 - Two Hearts Beat As One (1983)
- U2 - The Unforgettable Fire (1984)
- In Tua Nua - Somebody To Love (1984)
- The Waterboys - Whole Of The Moon (1985)
- Killing Joke - Kings and Queens (1985)
- Thompson Twins - Don't Mess With Dr Dream (1985) (med Godley och Creme)
- Thompson Twins - Lay Your Hands On Me (1985)
- Thompson Twins - King For A Day (1985)
- Thompson Twins - Revolution (1985)
- Thompson Twins - Nothing In Common (1985)
- Thompson Twins - Long Goodbye (1985)
- U2 - In A Lifetime (Clannad & Bono) (1985)
- Clannad & Bono - In A Lifetime (1985)
- Killing Joke - Kinqs And Queens (1985)
- Jackson Browne - Lives In The Balance (1986)
- Cactus World News - Worlds Apart (1986)
- Sakamoto - Risky (1987)
- Bruce Springsteen - Brilliant Disguise (1987)
- U2 - With or Without You (1987)
- U2 - Where the Streets Have No Name (1987)
- Ryuichi Sakamoto Ft. Iggy Pop - Risky (1987)
- Marc Jordan - This Independence (1987)
- Bruce Springsteen - Tunnel of Love (1988)
- Bruce Springsteen - One Step Up (1988)
- Bruce Springsteen - Tougher Than the Rest (1988)
- Marc Jordan - Catch the Moon (1988)
- Steve Earle - Back To The Wall (1988)
- Patti Smith - People Have the Power (1988)
- Bonnie Raitt - Blue For No Reason (1998)
- Herbie Hancock - Keep The Vibe Alive (1988)
- Bruce Springsteen - Born To Run (Version 2: Acoustic) (1988)
- U2 - All I Want is You (1989)
- Bette Midler - Night & Day (1990)
- David Baerwald - Dance (1990)
- Brent Bourgeois - Can't Feel The Pain (1990)
- Warrant - Uncle Tom’s Cabin (1990)
- Hothouse Flowers - Give It Up (1990)
- Jeff Lynne - Every Little Thing (1990)
- Jeff Lynne - Lift Me Up (1990)
- Chris Whitley - Dust Radio (1991) - släppt 2007 på YouTube efter att Whitley dog
- Van Halen - Standing On Top Of The World (Super8) (1991)
- Van Halen - Runaround (1991)
- The Psychedelic Furs - Until She Comes (1991)
- Chris Whitley - Big Sky Country (1991)
- Van Halen - Standing On The Top Of The World (Version 1) (1991)
- Bob Dylan - Series Of Dreams (1991)
- Scorpions - Send Me an Angel (1991)
- Bruce Springsteen - Better Days (1992)
- Bruce Springsteen - Human Touch (1992)
- Warrant - Machine Gun (1993)
- Patti Scialfa - As Long As I Can Be With You (1993)
- Patti Scialfa - Lucky Girl (1994)
- Bonnie Raitt - Love Sneakin' Up On You (1994)
- Indigo Girls - Touch Me Fall (1994)
- The Calling - Could It Be Any Harder (2001)
- Audioslave - Like a Stone (2002)
- Michelle Branch - Are You Happy Now? (2003)
- The All American Rejects - Time Stands Still (2003)
- Matchbox Twenty - Unwell (2003)
- Jennifer Lopez - Baby I Love U (2003)
- The Calling - For You (2003)
- Elvis/Oakenfold - Rubbernecking (2003)
- Truman - Girl with A Pearl (2003)
- Truman - Morning Light (2003)
- Trapt - Echo (2003)
- Something Corporate - Me And The Moon (2003)
- Josh Groban - You Raise Me Up (2003)
- Josh Groban - Per Te
- Josh Groban - Confession
- Josh Groban - Remember When It Rained (2004)
- Avril Lavigne - My Happy Ending (2004)
- Alanis Morissette - Everything (2004)
- New Found Glory - All Downhill From Here (2004) (regisserad i samarbete med No Brain)
- New Found Glory - Failure's Not Flattering (2004)
- New Found Glory - This Disaster (2004)
- Counting Crows - Accidentally In Love (for Shrek 2) (2004)
- Seal - Walk On By (2004)
- Damien Rice - Delicate (2004)
- Peter Cincotti - St. Louis Blues (2004)
- Bonnie McKee - Somebody (2004)
- Damien Rice - The Blower’s Daughter - for Mike Nichols’ Closer (film) (2004)
- Alanis Morissette - Crazy (2005)
- Darren Hayes - So Beautiful (2005)
- HIM - Wings Of A Butterfly (2005)
- Stewie/Family Guy - Sexy Party (2005)
- Gavin DeGraw - We Belong Together (2006)
- Zucchero - Bacco Per Bacco (2006)
- Zucchero - Cuba Libre (2006)
- Josh Groban - You Are Loved (Don't Give Up) (2006)
- Seether - Gift (2006)
- P.O.D. - Goodbye For Now (2006)
- HIM - Kiss of Dawn (2007)
- Papa Roach - Forever (2007)
- Jack's Mannequin & Mick Fleetwood - God (2007)
- Jibbs Featuring Melody Thornton of Pussycat Dolls - Go Too Far (2007)
- Macy Gray - Finally Made Me Happy (2007)
- HIM - Bleed Well (2007)
- HIM - Digital Versatile Doom (Live) (2008)
- Bryn Christopher - The Quest (2008)
- Take That - Greatest Day (2008)
- Chris Cornell - Ground Zero (2008)
- Mixi - I Miss Those Days (Ghost) (2008)
- Chris Cornell - Scream (Acoustic) (2009)
- Chris Cornell - Ground Zero (Acoustic) (2009)
- New Kids on the Block - 2 in the Morning (2009)
- New Found Glory - Listen to Your Friends (2009)
- Rise Against - Hero of War (2009)
- Flyleaf - Again (2009)
- New Found Glory - Don't Let Her Pull You Down (2009)
- Paramore - Brick By Boring Brick (2009)
- Boys Like Girls - Two Is Better Than One (2009)
- The Pretty Reckless - Make Me Wanna Die (2010)
- The Pretty Reckless - Miss Nothing (2010)
- The Pretty Reckless - Just Tonight (2010)

### Reklamer
- Lexus - Tach [3]
- Toyota - Tank Of Gas
- THQ - THQ
- Yamaha - Amen
- Pioneer - Bridge [3]
- Adidas - Runner
- ESPN - Three Act Play
- ESPN - Gameday
- Edwin - Rooftop
- KeyCorp - Line
- SeaWorld - Lost At Sea
- Toyota - Echo Chamber [2]
- Toyota - Reflection [2]
- Toyota - Reverb [2]
- Sergio Tacchini - Tennis
- Universal  - Street
- Atlantis Resorts - Cycle Of H2O
- Coca-Cola - Orchestra
- Dr Scholl's - Nurse
- Pontiac - Scream